# Josef Edlinger

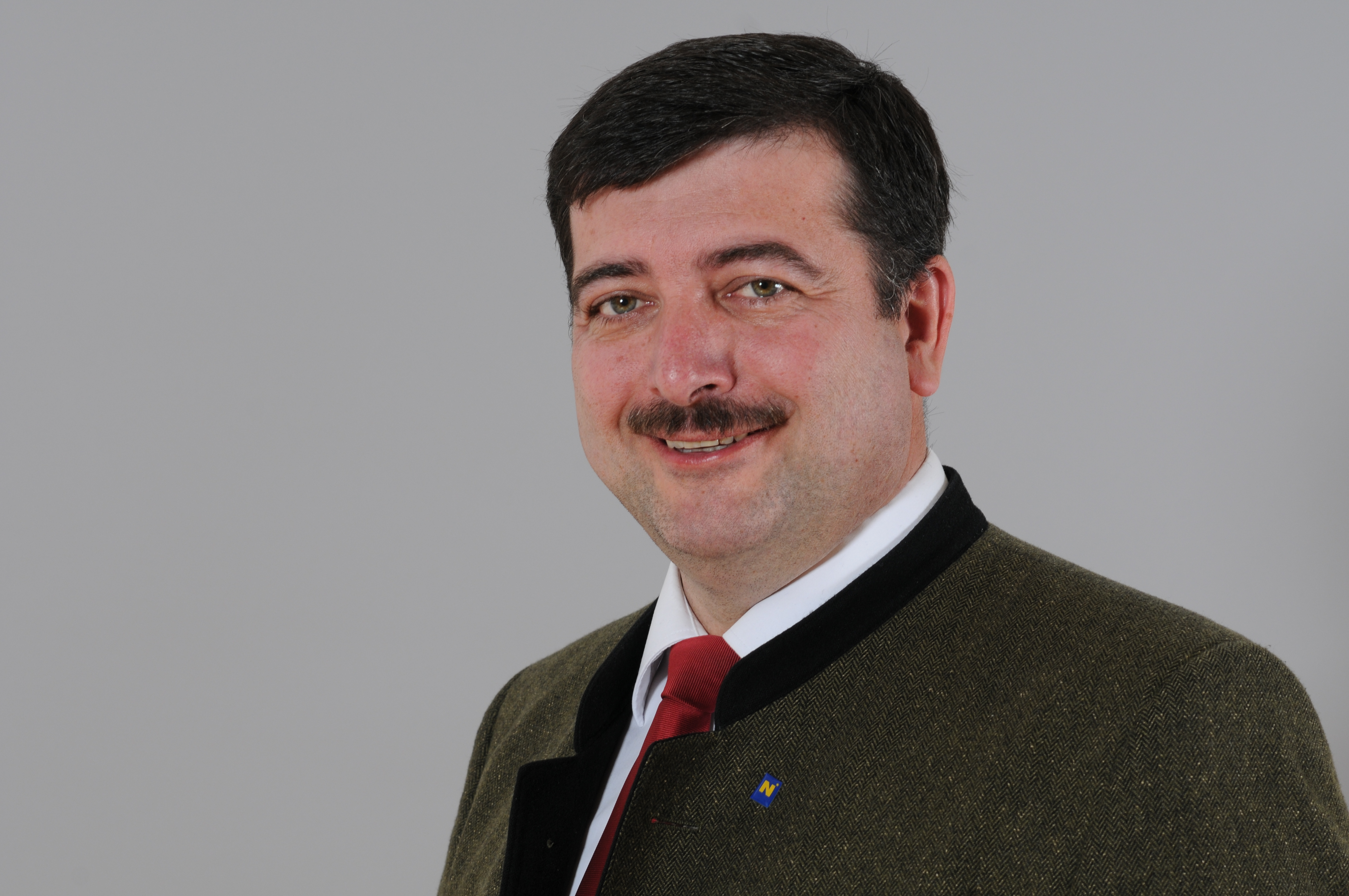
Josef Edlinger (2013)

Josef Edlinger (* 4. Dezember 1969 in Felling) ist ein österreichischer Landwirt und Politiker (ÖVP). Edlinger ist verheiratet und seit 2008 Abgeordneter zum Landtag von Niederösterreich.

## Leben
Edlinger besuchte von 1976 bis 1980 die Volksschule in Gföhl und von 1980 bis 1984 die Hauptschule Gföhl. Er wechselte im Anschluss an die Landwirtschaftliche Fachschule Edelhof, die er 1988 als „Landwirtschaftlicher Facharbeiter“ abschloss. Zudem schloss Edlinger 1995 die Ausbildung zum Forstfacharbeiter und 1996 zum Forstgarten- und Forstpflegefacharbeiter ab. Seit 2007 ist Edlinger zudem Forstwirtschaftsmeister. Edlinger übernahm 1991 den elterlichen Betrieb, den er seitdem führt. 
Edlinger war von 1991 bis 1993 Bezirksobmann der Niederösterreichischen Landjugend und danach von 1993 bis 1995 Landesbeirat der Landjugend für das Waldviertel. Er ist seit 1995 Mitglied des Gemeinderats und gehörte von 1997 bis 2005 dem Stadtrat an. Zudem war er von 2000 bis 2005 Landeskammerrat in der Landwirtschaftskammer Niederösterreich, ist Gemeindeobmann des Bauernbunds, Mitglied des Landesbauernrat und stellvertretender ÖVP-Bezirksobmann. Seit 2005 ist Edlinger zudem Obmann der Bezirksbauernkammer Krems und vertritt die ÖVP seit dem 10. April 2008 im Landtag, nachdem er bei der Landtagswahl 2008 auf dem zweiten Listenplatz der ÖVP-Bezirksliste Krems kandidiert hatte.
Im März 2022 wurde er am Bezirksparteitag der ÖVP Krems als Nachfolger von Johann Penz zum Obmann gewählt.

## Auszeichnungen
- 2023: Silbernes Komturkreuz des Ehrenzeichens für Verdienste um das Bundesland Niederösterreich[3]